# Karim Sow
Abdou Karim Sow (Payerne, 22 maggio 2003) è un calciatore svizzero, difensore del Losanna.

## Carriera

### Club
Sow è cresciuto nel settore giovanile dello Young Boys, che ha lasciato nel marzo del 2021 per unirsi al Losanna. Ha debuttato in prima squadra il 14 agosto nell'incontro di Coppa Svizzera vinto 2-0 contro l'Echichens, ed una settimana dopo ha esordito anche in Super League contro il Basilea.
Il 19 giugno 2023 è stato ceduto in prestito allo Stade Nyonnais, dove ha trascorso una stagione da titolare in seconda divisione. Rientrato a Losanna, il 26 luglio ha prolungato il contratto fino al 2026 ed il 31 agosto ha segnato il suo primo gol nella trasferta pareggiata 1-1 contro lo Young Boys.

### Nazionale
Ha giocato con le nazionali giovanili svizzere Under-19 ed Under-20.

## Statistiche

### Presenze e reti nei club
Statistiche aggiornate al 23 novembre 2024.
| Stagione          | Squadra           | Campionato        | Campionato | Campionato | Coppe nazionali | Coppe nazionali | Coppe nazionali | Coppe continentali | Coppe continentali | Coppe continentali | Altre coppe | Altre coppe | Altre coppe | Totale | Totale | Totale |
| Stagione          | Squadra           | Comp              | Pres       | Reti       | Comp            | Pres            | Reti            | Comp               | Pres               | Reti               | Comp        | Pres        | Reti        | Pres   | Reti   |        |
| ----------------- | ----------------- | ----------------- | ---------- | ---------- | --------------- | --------------- | --------------- | ------------------ | ------------------ | ------------------ | ----------- | ----------- | ----------- | ------ | ------ | ------ |
| mar-giu. 2021     | Losanna II        | 1L                | 2          | 0          | -               | -               | -               | -                  | -                  | -                  | -           | -           | -           | 2      | 0      |        |
| 2021-2022         | Losanna II        | 1L                | 1          | 0          | -               | -               | -               | -                  | -                  | -                  | -           | -           | -           | 1      | 0      |        |
| 2022-2023         | Losanna II        | 2L                | 6          | 1          | -               | -               | -               | -                  | -                  | -                  | -           | -           | -           | 6      | 1      |        |
| Totale Losanna II | Totale Losanna II | Totale Losanna II | 9          | 1          |                 | -               | -               |                    | -                  | -                  |             | -           | -           | 9      | 1      |        |
| 2021-2022         | Losanna           | SL                | 13         | 0          | CS              | 3               | 0               | -                  | -                  | -                  | -           | -           | -           | 16     | 0      |        |
| 2022-2023         | Losanna           | ChL               | 7          | 0          | CS              | 2               | 0               | -                  | -                  | -                  | -           | -           | -           | 9      | 0      |        |
| 2023-2024         | Stade Nyonnais    | ChL               | 26         | 0          | CS              | 1               | 0               | -                  | -                  | -                  | -           | -           | -           | 27     | 0      |        |
| 2024-2025         | Losanna           | SL                | 12         | 1          | CS              | 2               | 2               | -                  | -                  | -                  | -           | -           | -           | 14     | 3      |        |
| Totale Losanna    | Totale Losanna    | Totale Losanna    | 25         | 1          |                 | 7               | 2               |                    | -                  | -                  |             | -           | -           | 32     | 3      |        |
| Totale carriera   | Totale carriera   | Totale carriera   | 67         | 2          |                 | 8               | 2               |                    | -                  | -                  |             | -           | -           | 75     | 4      |        |